# Nuada II Finnfail
Nuada II Finnfail lub Nuadha II Fionnfáil („z Pięknym Wieńcem“ lub „z Pięknym Pierścieniem“) – legendarny zwierzchni król Irlandii z dynastii Milezjan (linia Eremona) w latach 540-527 p.n.e. Syn Giallchada, zwierzchniego króla Irlandii.
Objął władzę w wyniku mordu na poprzedniku i zabójcy swego ojca, Arta I Imlecha. Są rozbieżności, co do czasu jego rządów. Roczniki Czterech Mistrzów podały czterdzieści, Lebor Gabála Érenn („Księga najazdów Irlandii”) podała sześćdziesiąt, zaś Geoffrey Keating (zm. ok. 1645 r.), irlandzki duchowny i historyk, podał dwadzieścia lat rządów. Został zabity przez Bresa Ri, syna arcykróla Arta I Imlecha, który zemścił się za śmierć ojca oraz objął opróźniony zwierzchni tron irlandzki. Nuada II pozostawił po sobie syna Aedana Glasa, a przez niego wnuka Simona Breaca, przyszłego zwierzchniego króla Irlandii.